# Antipub
(Paula Nelson (Anna Karina) in Una storia americana (Jean-Luc Godard, 1966))
Il termine Antipub, o Movimento Antipub, abbreviazione di  "Anti Pubblicitario", è divenuto un nome mediatico in Francia, in seguito ad azioni spettacolari intraprese contro le affissioni pubblicitarie nel metrò di Parigi nell'autunno del 2003.

## Cos'è la pubblicità
Conviene innanzitutto definire il termine "pubblicità", bersaglio della critica del movimento Antipub:
(Tresor de la Langue Francaise Informatise)
Il senso "azione di rendere pubblico" non è generalmente rimesso in causa.

## Critiche alla pubblicità

### Invasione dello spazio pubblico
La pubblicità è criticata principalmente per la sua invasione dello spazio pubblico, della vita di tutti i giorni (televisione, radio, posta cartacea, telefoni, giornali, cinema, Internet, cartelloni pubblicitari) e per il suo impiego di tecniche nocive ed aggressive come il martellamento (secondo alcune stime più di 7.000 messaggi pubblicitari al giorno per persona), o la manipolazione. Un'altra critica afferma che la pubblicità, nel suo insieme, diffonde un messaggio politico forte a favore della società dei consumi, e incitando di conseguenza allo spreco e all'inquinamento. Queste critiche si ritrovano alla base del concetto della "decrescita sostenibile".

### Critica morale
L'opposizione più frequente alla pubblicità consiste in una critica morale, per le sue conseguenze sull'educazione dei bambini e degli adolescenti, per la manipolazione delle coscienze, o per la promozione di droghe (alcool, tabacco, eccetera). La pubblicità non apporterebbe un'informazione oggettiva, anzi, essa distrarrebbe, in senso pascaliano, cioè facendo perdere di vista cose più importanti per l'individuo, la società e tutto quanto ruota intorno ad essa, tendendo inoltre a propagare degli stereotipi, generalmente discriminatori (sessismo, razzismo, eccetera), contribuendo infine a rendere "uniforme il modo di pensare".

### Sudditanza dei media
I media sono principalmente finanziati dalla pubblicità, a scapito crescente del contributo dei lettori, degli ascoltatori o degli spettatori. Questa posizione sottomette i media agli inserzionisti, sottraendoli alla critica, sul principio che "non si morde la mano che ti procura il cibo". Certi media confessano e riconoscono di fare, della collocazione di spazi pubblicitari, il cuore della loro attività. È così che Patrick Le Lay, P.D.-G. della catena privata televisiva francese TF1, ha affermato "Quello che noi vendiamo a Coca-Cola, è parte del tempo del cervello umano disponibile".

### Asimmetria del rapporto venditore-consumatore
La comunicazione tra venditore e consumatore è resa asimmetrica dalla pubblicità: per mezzo di sondaggi e di studi di mercato, il venditore cerca di avere una informazione chiara e oggettiva sul comportamento del consumatore, sui suoi desideri, i suoi criteri di scelta, eccetera, per confezionare al meglio la sua pubblicità. Il consumatore invece riceverà passivamente dal produttore un'informazione (la pubblicità) che non è per niente scelta in funzione dei suoi interessi, ma di quelli del venditore stesso.
La pubblicità utilizza in maniera industriale tecniche elaborate grazie allo sviluppo della scienza. Secondo alcune critiche, la pubblicità colpevolizza il consumatore, gli inculca dei comportamenti compulsivi e sedentari, nuocendo quindi in generale alla salute fisica e mentale.

## Motivazioni
La critica alla pubblicità si affianca spesso ad una difesa del valore dell'essere umano nella società dei consumi.
(Tatiana Faria)
La critica alla pubblicità può inscriversi (vedi Naomi Klein: No logo), in seno alla critica all'egemonia dei marchi nella società attuale. Il marchio è già in sé una pubblicità, e colui che lo porta e lo espone diventa un uomo-sandwich.
La critica alla pubblicità può essere vista anche come un rifiuto della propaganda, della manipolazione e di tutte le forme di populismo.
Prendendo spunto dall'inquinamento ambientale, si può effettivamente parlare della pubblicità come di "inquinamento mentale".
Infine, la critica alla pubblicità può inscriversi nel rifiuto dell'inquinamento ambientale, sia dal punto di vista dell'estetica, come proclama notoriamente l'associazione "Paysages de France", sia dal punto di vista dell'impoverimento dell'ambiente a causa della produzione necessaria all'industria pubblicitaria (carta, per esempio).